# Antonín Rükl
Antonín Rükl (* 22. September 1932 in Čáslav, Tschechoslowakei; † 11./12. Juli 2016) war ein tschechischer Astronom, Kartograf und Sachbuchautor.

## Leben
Als Student begann er sich für die Astronomie zu interessieren. 1956 graduierte er an der Technischen Universität in Prag und wurde dann Mitarbeiter in der astronomischen Abteilung am Prager Institut für Geodäsie.
Ab 1960 arbeitete er im Prager Planetarium, wurde stellvertretender Leiter und dann Leiter der Einrichtung. Er wurde auch Vorsitzender der planetarischen Sektion der Tschechoslowakischen Astronomischen Vereinigung. Von 1996 bis zu seinem Ruhestand 1999 war er Vizepräsident der International Planetarium Directors Conference.
Rükl war Autor mehrerer astronomischer Bücher. Er erwarb sich große Fähigkeiten im Bereich der Kartografie und speziell der Selenografie. Sein bekanntestes Werk ist der Mondatlas.
Rükl war verheiratet und Vater zweier Kinder.

## Werke
- Skeleton Map of the Moon, 1:6000000. Central Institute of Geodesy and Cartography, Prague 1965.
- Maps of Lunar Hemispheres, 1:10000000. D. Reidel, Dordrecht 1972.
- Moon, Mars and Venus. Hamlin, London 1976, ISBN 0-600-36219-1.
- Welten, Sterne und Planeten. Mosaik, München 1979, ISBN 3-570-02118-1.
- The Hamlyn Encyclopedia of Stars and Planets. The Hamlyn Publishing Group Limited, Prague 1988. ISBN 0-600-55151-2.
- Hamlyn Atlas of the Moon. Hamlyn, 1991, ISBN 0-600-57190-4.
- A Guide to the Stars, Constellations and Planets. Caxton Editions, 2000, ISBN 1-84067-050-9.
- The Constellation Guide Book. Sterling Pub., New York 2000, ISBN 0-8069-3979-6.
- Atlas of the Moon. Sky Publishing Corp, 2004, ISBN 1-931559-07-4.
- The Constellations. mit Josef Klepešta, Hamlin, London 1969, ISBN 0-600-00893-2.
- Maps of Lunar Hemispheres. Reidel, Dordrecht 1972, ISBN 90-277-0221-7. In: Astrophysics and Space Science Library. Vol. 33.
- Der Kosmos-Atlas Sterne und Planeten. Mit Storm Dunlop und Wil Tirion, Kosmos, Stuttgart 2005, ISBN 3-440-10144-4.

## Auszeichnungen
- Asteroid (15395) Rükl,[2] im Jahr 2000 nach Rükl benannt[3]
- Bruno-H.-Bürgel-Preis, 2004
- Littera Astronomica, 2004[4]
- Nušl-Preis, 2012[5]